# Liste des musées du Var
La liste des musées du Var présente les musées du département français du Var.

## Par communes

### Aiguines
- Musée des tourneurs sur bois

### Aups
- Musée de Faykod, sculptures à ciel ouvert
- Musée Simon Segal
- Musée de la Résistance

### Bandol
- Musée des objets publicitaires Ricard
- Musée des vins et spiritueux

### Bargemon
- Musée des fossiles et minéraux
- Musée communautaire Honoré Camos
- Autour des sens, flacons de parfum
- Musée de la mécanographie (machines à écrire)
- Musée du Garde-Champêtre

### Barjols
- Maison régionale de l'eau

### Bauduen
- L'art en jouet

### Bormes-les-Mimosas
- Musée d'Histoire et d'Art de Bormes

### Brignoles
- Musée du pays brignolais (Musée de France)

### Chateauvert
- Centre d'Art Contemporain

### Cogolin
- Le Chateau (ancienne Demeure Sellier)

### Cotignac
- Cotignac autrefois et aujourd'hui

### Draguignan
- Musée de l'Artillerie (Musée de France)
- Musée des arts et traditions populaires de Moyenne Provence (Musée de France)
- Musée municipal d'art et d'histoire (Musée de France)
- Musée de la société d’études scientifiques et archéologiques (Musée de France)

### Fayence
- Écomusée agricole
- Le four du Mitan

### Forcalqueiret
- Espace Castellas

### Fréjus
- Musée archéologique (Musée de France)
- Musée d'histoire locale et des traditions
- Musée des troupes de marine (Musée de France)
- Mémorial des guerres en Indochine

### Gareoult
- Musée de la nécropole Louis Cauvin

### Grimaud
- Musée des arts et traditions populaires

### Hyères
- Musée des Cultures et du Paysage - la Banque
- Villa Noailles
- Musée de la Reine Victoria et Musée du Santon - Château de la Clapière

### La Cadière-d'Azur
- Maison du terroir et du patrimoine

### La Garde
- Musée Jean Aicard / Paulin-Bertrand (Musée de France)

### La Garde-Freinet
- Conservatoire du patrimoine du Freinet

### La Londe-les-Maures
- Musée vivant des automates vignerons

### La Seyne-sur-Mer
- Musée Balaguier (Musée de France)
- Musée des technologies ferroviaires

### Le Beausset
- La maison de poupée

### Le Luc
- Musée historique du centre-Var
- Musée régional du timbre et de la philatélie

### Le Pradet
- Le musée de la mine de Cap Garonne

### Le Revest-les-Eaux
- Musée d'art sacré

### Le Val
- Musée de la figurine historique et du jouet ancien
- Maison de la route médiévale
- Musée d'art sacré

### Les Arcs-sur-Argens
- Maison de l'histoire des Arcs

### Lorgues
- L'ermitage de Saint-Ferréol - musée des arts sacrés

### Mons
- Musée de la Maison monsoise

### Pierrefeu-du-Var
- Musée du santon

### Régusse
- Musée de la mémoire et du souvenir
- Ecomusée municipal des moulins de Régusse

### Roquebrune-sur-Argens
- Maison du patrimoine
- Maison du chocolat

### Saint-Cyr-sur-Mer
- Musée gallo-romain de Tauroentum

### Sainte-Maxime
- Musée du phonographe et de la musique mécanique

### Saint-Raphaël
- Musée archéologique
- Musée de Louis de Funès

### Saint-Tropez
- Maison des papillons - Musée Dany Lartigue
- Musée de l'Annonciade (Musée de France)
- Musée d'histoire maritime (Musée de France)
- Musée de la gendarmerie et du cinéma

### Salernes
- Terra Rossa, maison de la céramique architecturale

### Sanary-sur-Mer
- Musée Frédéric Dumas, plongée autonome
- Tour romane de Sanary Sur Mer

### Seillans
- Maison Waldberg - collections Max-Ernst, Dorothea Tanning et Stan Appenzeller

### Six-Fours-les-Plages
- Institut océanographique Paul Ricard

### Solliès-Ville
- Musée du vêtement provençal

### Toulon
- Musée d'art  (Musée de France)
- Musée des arts asiatiques
- Maison de la photographie

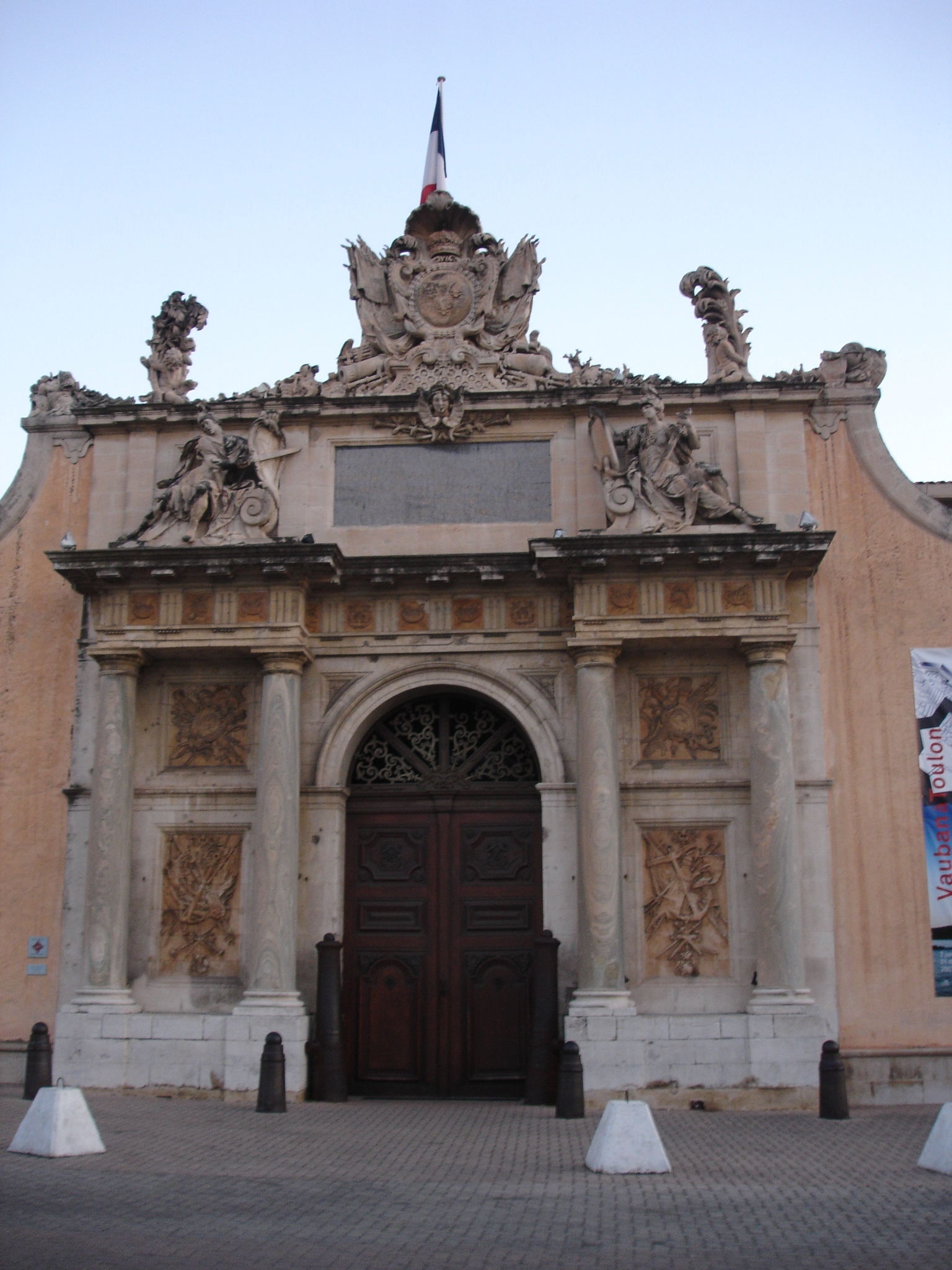
Entrée du Musée national de la marine de Toulon.

- Mémorial du débarquement de Provence
- Musée d'histoire de Toulon et de sa région (anciennement dénommé "Musée du vieux Toulon")
- Hôtel des Arts
- Musée national de la marine (Musée de France)
- Muséum départemental du Var (Musée de France)
- Centre Archéologique du Var (associatif)
- Musée-Ecole dans le centre ancien (associatif)
- Villa Rosemaine, centre d'étude et de diffusion du patrimoine textile

### Tourtour
- Musée des fossiles de Tourtour « Victor Zaneboni »

### Tourves
- Musée des Gueules Rouges

### Trigance
- Musée du patrimoine agricole de la Sagne

### Varages
- Musée des faïences de Varages